# João Vieira (marcha)
João Paulo Garcia Vieira (Portimão, 20 de Fevereiro de 1976) é um marchador português medalhado nos Campeonatos da Europa de Atletismo de 2006 e 2010. Conquistou a medalha de prata na prova de 50km marcha do Campeonato Mundial de Atletismo de 2019 e tornou-se o atleta mais velho de sempre a ganhar uma medalha na competição aos 43 anos.

## Biografia
Nascido no Algarve, João Vieira mudou-se para Rio Maior, juntamente com os seus pais e o seu irmão gémeo (o também marchador Sérgio Vieira), com apenas dois anos de idade. Ambos começaram por correr em provas populares e cedo foram convidados a ingressar no Clube de Natação de Rio Maior. Em 1990 começam a praticar marcha, conhecendo ambos uma rápida evolução na modalidade. Esteve no CN Rio Maior de 1990 até 2010. Em Setembro de 2010 transfere-se para o Sporting CP juntamente com Vera Santos, a sua mulher.
Em 1994, no Campeonato Mundial de Juniores, disputado em Lisboa, João Vieira bate o recorde nacional da categoria (42 min 26 s 170 ms) na prova de 10 quilómetros marcha. No ano seguinte, volta a bater essa marca, fazendo 41 min 12 s 310 ms e bate também os recordes nacionais de juniores nas provas de 5 km (19 min 52 s 980 ms), hora (14 028 m), 20 km estrada (1 h 26 min 35 s) e 20 km pista (1 h 30 min 24 s).
A condição de internacional, participando nas mais importantes provas do calendário da IAAF, não mais abandonou a carreira de João Vieira. A sua coroa de glória foi a obtenção da medalha de bronze nos Campeonatos da Europa de Atletismo de Gotemburgo, em 2006, onde conseguiu um novo recorde de Portugal com o tempo de 1 h 20 min 09 s.
Em 2010, nos Campeonatos da Europa de Atletismo de Barcelona, voltou a conseguir o terceiro lugar com 1 h 20 min 49 s. Já em 2014, com a desclassificação do russo Stanislav Emelyanov, por irregularidades no passaporte biológico, João Vieira ficou com a medalha de prata desta prova.
Em agosto de 2013, já com 37 anos de idade, consegue finalizar na 4.ª posição os 20 quilómetros marcha dos Campeonatos Mundiais de Moscovo, com o tempo de 1 h 22 min 05 s..
Sua maior conquista na carreira veio aos 43 anos de idade, no Campeonato Mundial de Atletismo de 2019, em Doha, Qatar, quando ganhou a medalha de prata na  marcha de 50 km, tornando-se o mais velho atleta a conquistar uma medalha em campeonatos mundiais de atletismo.
Para além de atleta é também o treinador da mulher Vera Santos.

## Recordes Pessoais
- 20 km marcha: 1 h 20 min 09 s (Gotemburgo - 2006) (Recorde Nacional)
- 50 km marcha: 3 h 45 min 17 s (Pontevedra - 2012) (Recorde Nacional)

## Campeonatos Nacionais
- 12 Campeonatos Nacionais 20 km marcha  (1996, 1999 - 2007, 2009, 2011)
- 3 Campeonatos Nacionais 50 km marcha  (2004, 2008, 2012)

## Jogos Olímpicos
- (2004 - Atenas)  20 km marcha  (10.º lugar)
- (2008 - Pequim)  20 km marcha  (32.º lugar)
- (2012 - Londres) 20 km marcha  (11.º lugar)

## Campeonatos do Mundo
- 1999 - Sevilha) 20 km marcha (desclassificado)
- 2001 - Edmonton) 20 km marcha (desclassificado)
- 2003 - Paris) 20 km marcha (17.º lugar)
- 2005 - Helsínquia) 20 km marcha (desistiu)
- 2007 - Osaka) 20 km marcha (25.º lugar)
- 2009 - Berlim) 20 km marcha (10.º lugar)
- 2011 - Daegu) 20 km marcha (16.º lugar)
- 2013 - Moscovo) 20 km marcha (4.º lugar) (ganhou a medalha de bronze na prova, após a desqualificação do russo Alexander Ivanov por doping)
- 2015 - Pequim 20 km marcha (23.º lugar)
- 2017 - Londres 50 km marcha (11.º lugar)
- 2019 - Doha 20 km marcha (2.º lugar)

## Campeonatos da Europa
- (1998 - Budapeste) 20 km marcha (20.º lugar)
- (2002 - Munique) 20 km marcha (12.º lugar)
- (2006 - Gotemburgo) 20 km marcha (medalha de bronze)
- (2010 - Barcelona) 20 km marcha (medalha de prata)

## Taça do Mundo de Marcha Atlética
- (1997 - Poděbrady) 20 km marcha (28.º lugar)
- (1999 - Mézidon) 20 km marcha (21.º lugar)
- (2002 - Turim) 20 km marcha (11.º lugar)
- (2004 - Naumburg) 20 km marcha (17.º lugar)
- (2006 - Corunha) 20 km marcha (8.º lugar)
- (2008 - Cheboksary) 20 km marcha (15.º lugar)